# Dorylus westwoodii
Dorylus westwoodii är en myrart som först beskrevs av William Edward Shuckard 1840.  Dorylus westwoodii ingår i släktet Dorylus och familjen myror. Inga underarter finns listade i Catalogue of Life.